# 大久保宙
大久保 宙（おおくぼ ひろし、1975年 - ）は日本の打楽器奏者。ニックネームはちゅうさん。

## 略歴
東京都町田市出身。世界で初めてのプロMiburi奏者として、アメリカを中心に世界20カ国で活動した。
その後日本に帰国し、日本国内や世界各国でコンサートを開催している。またCMやコンサートなどのプロデュース、教則本の執筆なども手がけている。アジア、アフリカの楽器を多く使うことが特徴である。
2005年にはフレームドラムの普及のために出版社 ATN より『4つのスタイルを学ぶフレームドラム』を出版した。2007年に発売したカホン&ジャンベ教則本は大ヒットとなる。
ここ数年はカホンを中心にヨーロッパ、台湾などを中心に活躍している。

## 学歴
- 町田市立町田第5小学校卒業
- 町田市立南大谷中学校卒業
- 東京都立山崎高等学校卒業
- Anna Maria College 中退
- Hartt School of Music（ハートフォード大学）大学院 (GPD) 卒業

## ディスコグラフィー
- TOBIRA　- 1997年
- I AM - 1999年
- SPICE - 2000年
- BUMBA - 2004年
- NGOMA - 2007年
- Rhythm BoX - 2008年
- Balladi - 2018年

## 著書
- 2003年　スネア・ドラムのためのベーシック・リズム・メソッド
- 2003年　パーカッション＆ドラムスのためのリズム・パターン集
- 2003年　スネア・ドラムのためのデュエット＆アンサンブル
- 2004年　和太鼓アンサンブル 導入曲集
- 2004年　和太鼓＆パーカッション・アンサンブル
- 2005年　フレーム・ドラム
- 2007年　カホン＆ジャンベ
- 2008年　ザ・ベーシック・ドラムス
- 2008年　リズム・トレーニング
- 2009年　カホン＆ジャンベ・ドラミング
- 2009年　プロもここからはじめたカホン＆ジャンベ・フレーム・ドラム(DVD)
- 2010年　プロのワザを極めるカホン＆ジャンベ・フレーム・ドラム(DVD)
- 2014年   スネアドラム 32エチュード
- 2014年　カホン・アンサンブル曲集

## 共著
- 2005年　和太鼓＆横笛/フルート アンサンブル曲集（朱鷺たたら＆大久保宙著）
- 2005年　鍵盤打楽器ベーシック・メソッド（中川佳子＆大久保宙著）
- 2005年　鍵盤打楽器４マレット・テクニック（中川佳子＆大久保宙著）
- 2005年　マリンバ・ソロ曲1（中川佳子＆大久保宙著）
- 2006年　マリンバ・ソロ曲2（中川佳子＆大久保宙著）
- 2006年　マリンバ・ソロ曲3（中川佳子＆大久保宙著）
- 2007年　マリンバ・デュエット＆アンサンブル曲集（中川佳子＆大久保宙著）